# Guillaume Flamang
Guillaume Flamang, Flamant, Flameng ou Fleming, né à Langres en 1455, mort en 1520 à l'abbaye de Clairvaux, est un poète dramatique et hagiographe français. 

## Biographie
La vie de Guillaume Flamang, dont la graphie du nom n'est pas fixée : Flamant, Flameng ou Fleming est très peu documentée. Il semble commencer sa carrière ecclésiastique au diocèse de Langres où il obtient en 1477 une prébende au chapitre de Langres. En 1495, il devient chanoine titulaire de Langres. Vers 1499 il abandonne son canonicat et devient curé de Montheries, puis il se retire à l'abbaye de Clairvaux où il finit sa vie.
En tant qu'auteur, il compose plusieurs pièces pour les fêtes organisées à Langres à l'occasion des entrées royales et solennelles. Il est l'auteur de la Passion de saint Didier en 10 200 vers, jouée en 1482 par 116 acteurs pendant trois jours. Ce mystère : La vie et passion de monseigneur sainct Didier, martir et evesque de Langres, édité en 1855, relate la vie et le martyre de saint Didier, évêque de Langres.
Il compose une bergerie joué au Palais épiscopal de la ville pour l'entrée du nouvel évêque Michel Boudet le 5 juillet 1512. Il aurait également composé des mystères représentés à Dijon en 1501.

## Œuvres
- Dévote exhortation pour avoir crainte du grand jugement de Dieu
- Vie de Saint-Bernard
- Vie et passion de Monseigneur Saint Didier, martyre et évêque de Langres, lire en ligne
- Le martyre des Saints Jumeaux (tragédie)
- Chronique des évêques de Langres depuis 520